# 三郷流山橋
三郷流山橋（みさとながれやまばし）は、埼玉県三郷市前間と千葉県流山市三輪野山との江戸川に架かる橋。

## 概要

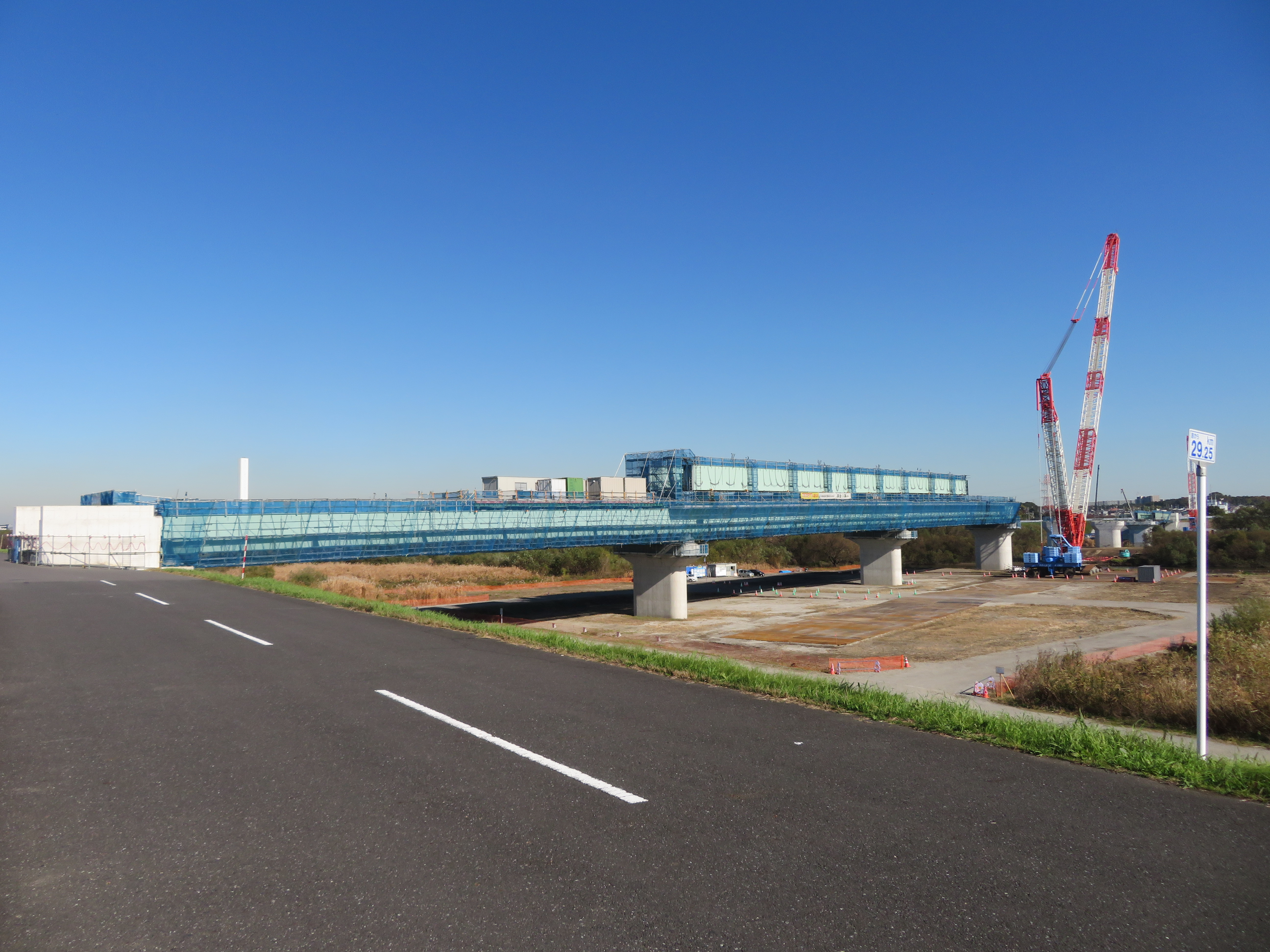
建設中当時の様子（2021年11月）

埼玉県と千葉県の県境である江戸川には、交通量の多いわりに架る橋が元々少なく、三郷市と流山市を往来できる橋は流山橋のみである。加えて、流山橋から上流にある玉葉橋までは約7.7 km、下流にある上葛飾橋までは約5.3 kmもの区間一般道の橋が架けられていない。そのため、平日朝夕及び休日日中に慢性的渋滞が発生している。
また、近年つくばエクスプレスの開業による両市の人口増加や、周辺にららぽーと新三郷などの大型ショッピングセンターが開業し、江戸川を行き交う交通量もさらに増えている状況であったため、流山橋と周辺道路の渋滞緩和を目的に建設が計画された橋である。2013年度（平成25年度）から埼玉県と千葉県により事業が進められていたが、2018年度（平成30年度）から橋の取り付け部につながる道路を除き、埼玉県道路公社により事業が進められ、
2023年（令和5年）11月26日に開通した。
なお、この橋は都市軸道路の一区間として構成されており、全線が完成すると、ほぼつくばエクスプレスに沿って埼玉県三郷市から茨城県つくば市を結ぶ主要道路となる見込みである。

### 名称
現在は正式に「三郷流山橋」の名称を用いているが、名称が決まる以前は「江戸川新橋」→「新流山橋」などの仮称も用いられていた。
- 地先名
  - 左岸 : 千葉県流山市三輪野山
  - 右岸 : 埼玉県三郷市前間
  - 幅員 :  11 m（暫定2車線）、23.8 m（完成4⾞線）（渡河部）

## 三郷流山橋有料道路
当初は、埼玉県と千葉県により2013年度（平成25年度）から事業が進められていたが、三郷市と流山市から早期開通の要望があったことから、2018年（平成30年）7月31日付で三郷流山橋有料道路の事業が国土交通省から許可を受け、埼玉県道路公社による有料道路事業に変更し、開通を早めることになった。開通した2023年（令和5年）11月26日から30年間の予定で、通行料金を徴収する。
通行料金
- 特大車 410円
- 大型車 260円
- 中型車 200円
- 普通車 150円
- 軽自動車 100円（バイクを含む）
- 軽車両 20円（自転車・原動機付自転車）
- 徒歩は無料

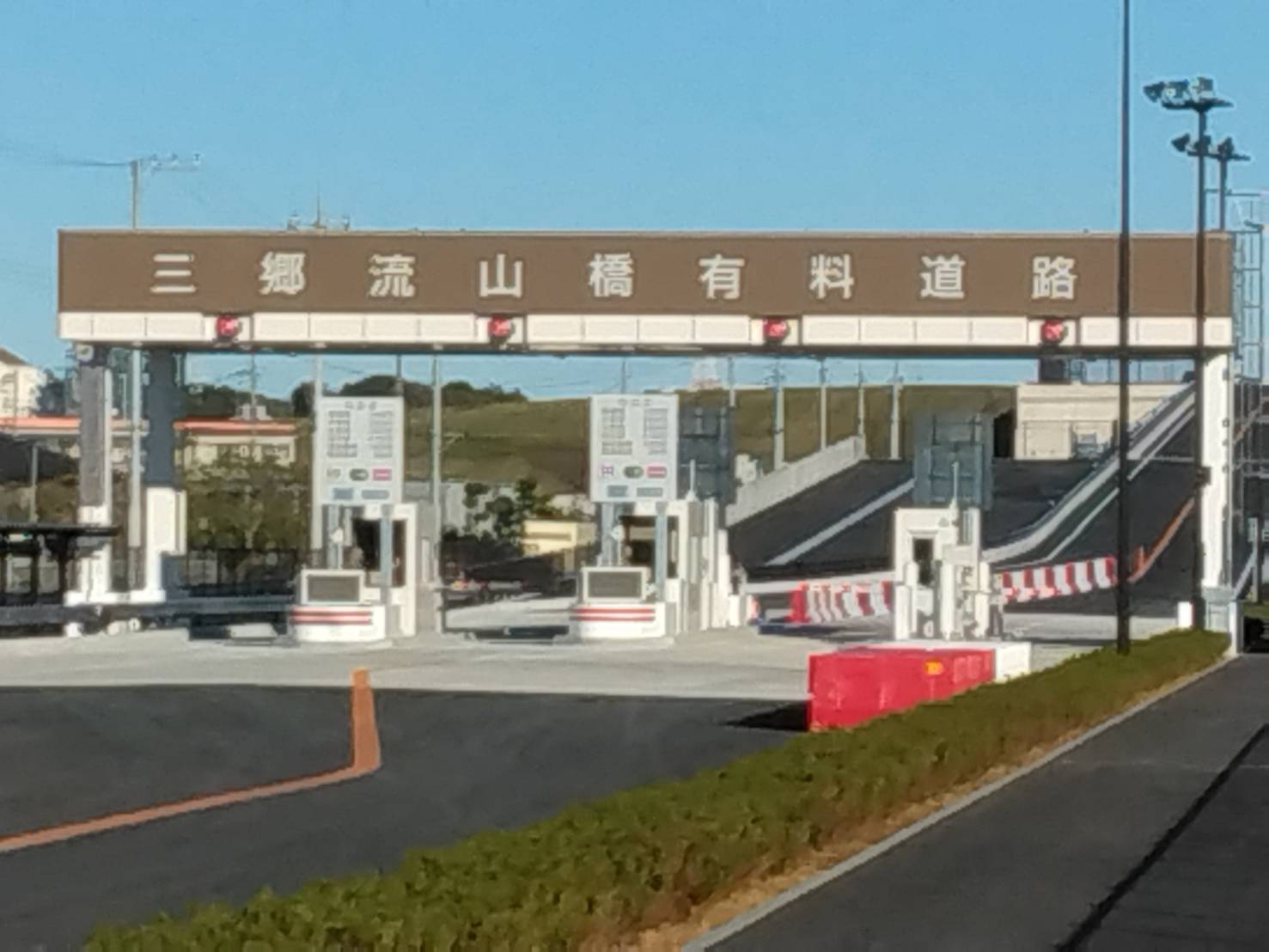
料金所

通行料金の支払い方法は現金のほか、交通系ICカードおよびWAONによる支払いに対応している（軽車両を除く）。
2022年（令和4年）10月31日に埼玉県道路公社・首都高速道路・アマノの三者は、当道路にETC多目的利用サービス「ETCGO」の導入を行うと発表した。有料道路開通と同時にETCGOのサービスも開始されたが、開始時点で対応しているETCカードは三井住友トラストクラブが発行するダイナースクラブのみであった。なお、2024年（令和6年）3月26日よりイオンカードが追加されている。さらに2025年（令和7年）3月25日よりMUFGカードとTS CUBIC CARDが追加された。

## 隣の橋
- 江戸川

玉葉橋 - 江戸川橋 (常磐自動車道) - 三郷流山橋 - 流山橋 - 江戸川橋梁 (JR東日本・武蔵野線) - ガス導管専用橋（東京ガス：都市ガス供給専用橋梁）